# 追跡!竜巻突入チーム
追跡!竜巻突入チーム（ついせき! たつまきとつにゅうチーム、原題: Storm Chasers）は、ディスカバリーチャンネルで2007年から放送されているドキュメンタリー番組である。現在までに2シーズン、12エピソードが放送された。
現在、続編のThe Science of Storm Chasingが放送された。